# Tipula (Lunatipula) skylla
Tipula (Lunatipula) skylla is een tweevleugelige uit de familie langpootmuggen (Tipulidae). De soort komt voor in het Palearctisch gebied.